# Jozef Golonka
Jozef Golonka, född 6 januari 1938 i Bratislava, Slovakien, är en tidigare tjeckoslovakisk ishockeyspelare och tränare.
Golonka spelade för HC Slovan Bratislava 1955-1957 och 1959-1969. Under sin militärtjänstgöring spelade han för ASD Dukla Jihlava. 1969-1972 spelade han för SC Riessersee. Han spelade 134 A-landskamper för Tjeckoslovakien och tog 2 VM-silver och två VM-brons samt OS-brons 1964 och OS-silver 1968. Han fortsatte sedan som tränare i Tyskland och Tjeckoslovakien.